# Sant Bartomeu d'Erta
Sant Bartomeu d'Erta és l'església del poble d'Erta, de l'antic terme de Malpàs, actualment pertanyent al terme del Pont de Suert. Era sufragània de la parròquia de Sant Pere de Malpàs.
És una església d'una sola nau, coberta amb volta de canó i absis semicircular sobrealçat, obert a la nau a través d'un arc presbiterial molt ample. Està tota ella, però, molt transformada.
No es poden veure bé els murs interiors, ja que estan del tot emblanquinats. Es reconeix, però, per l'aparell, que es tracta d'una església del segle xi.